# Dayus lamellatus
Dayus lamellatus är en insektsart som beskrevs av Qin 2007. Dayus lamellatus ingår i släktet Dayus och familjen dvärgstritar. Inga underarter finns listade i Catalogue of Life.